# Guineu voladora de l'illa Guadalcanal
La guineu voladora de l'illa Guadalcanal (Pteralopex atrata) és una espècie de ratpenat de la família dels pteropòdids. És endèmica de Salomó. Se sap poca cosa del seu hàbitat natural, tot i que probablement viu als boscos tropicals madurs. Està amenaçada per la caça i la desforestació.